# قرانيا محيرة
قرانيا مُحَيَّرة (الاسم العلمي: Cornus controversa)، شجرة فناء نفضية مُزهرة من فصيلة القرانية. موطنها الصين وكوريا وهيمالايا واليابان.